# Capitoli di Bakuman.

La copertina del primo volume dell'edizione italiana

Questa è una lista dei capitoli di Bakuman., manga scritto da Tsugumi Ōba e illustrato da Takeshi Obata. La pubblicazione è avvenuta sulla rivista Weekly Shōnen Jump, edita da Shūeisha, dall'11 agosto 2008 al 23 aprile 2012. Tali capitoli sono stati raccolti in 20 volumi: il primo è stato pubblicato il 5 gennaio 2009, l'ultimo è stato messo in commercio il 4 luglio 2012. Il primo capitolo della serie è stato pubblicato, per un periodo che va dal 19 al 31 agosto 2008, anche sul sito Jumpland Manga Online dalla Shueisha, in tedesco, inglese e francese, diventando così il primo manga a essere pubblicato online in lingue diverse dal giapponese. In Italia la serie è edita da Planet Manga a partire dal 28 marzo 2010 e si è conclusa l'8 giugno 2013.
La storia segue le fatiche dell'artista Moritaka Mashiro e dell'aspirante scrittore Akito Takagi, due ragazzi accomunati dal sogno di diventare dei mangaka.
| Indice Lista volumi 1 2 3 4 5 6 7 8 9 10 11 12 13 14 15 16 17 18 19 20 Note |

## Lista volumi
| Nº | Titolo italiano Giapponese 「Kanji」 - Rōmaji | Data di prima pubblicazione             | Data di prima pubblicazione |
| Nº | Titolo italiano Giapponese 「Kanji」 - Rōmaji | Giapponese                              | Italiano                    |
| 1  | Sogni e realtà 「夢と現実」 - Yume to genjitsu | 5 gennaio 2009 ISBN 978-4-08-874622-7   | 28 marzo 2010               |
| 1  | Capitoli - 1. Sogni e realtà (夢と現実?, Yume to genjitsu) - 2. Lo stolto e il saggio (馬鹿と利口?, Baka to rikō) - 3. Pennini e name (ペンとネ－ム?, Pen to nēmu) - 4. Genitori e figli (親と子?, Oya to ko) - 5. Il tempo e la chiave (時と鍵?, Toki to kagi) - 6. Di tutto e di più (ピンとキリ?, Pin to kiri) - 7. Sorrisi e imbarazzo (笑顔と赤面症?, Egao to sekimenshō) |                                         |                             |
| 1  | Trama Mashiro Moritaka e Takagi Akito sono due ragazzi delle medie: il primo è un giovane disegnatore, vincitore di alcuni premi giovanili, il secondo è un abile scrittore famoso in tutta la regione per i suoi rendimenti scolastici. Takagi, notando la notevole abilità nel disegno di Mashiro, lo invita ad unirsi a lui per seguire la strada che li porterà a diventare un famoso duo di mangaka. Inizialmente restio ad unirsi a lui, Mashiro cambia idea spronato da Azuki, innamorata e ricambiata in amore da Mashiro. Anche la ragazza ha un sogno: diventare una seiyū, una famosa doppiatrice. Davanti alla casa di quest'ultima i tre si promettono di coronare i loro sogni: Mashiro e Takagi promettono di creare una serie manga che riuscirà ad essere trasposta anche in anime; Azuki e Mashiro si promettono di sposarsi una volta realizzati i propri sogni e di non vedersi fino ad allora. Mashiro teme la possibile reazione negativa dei suoi genitori in quanto suo zio, autore di gag manga, era morto proprio a causa di quella professione. Inizialmente la madre è contraria ma il padre lo autorizza. Il nonno consegna a Mashiro le chiavi del vecchio studio mangaka dello zio. Mashiro informa Takagi ed entrambi corrono allo studio, dando inizio alla loro collaborazione. Insieme creano una storia e la portano alla Jump. |                                         |                             |
| 2  | Cioccolato e Akamaru Jump 「チョコと赤マル」 - Choko to Akamaru | 4 marzo 2009 ISBN 978-4-08-874644-9     | 23 maggio 2010              |
| 2  | Capitoli - 8. Il bastone e la carota (アメとムチ?, Ame to muchi) - 9. La condizioni e Tokyo (条件と東京?, Jōken to Tōkyō) - 10. Ansietà e aspettativa (不安と期待?, Fuan to kitai) - 11. Pentimenti e comprensioni (後悔と納得?, Kōkai to nattoku) - 12. Due su dieci (10と2?, Jū to ni) - 13. Cioccolato e Akamaru Jump (チョコと赤マル?, Choko to Akamaru) - 14. Prelibatezze e diplomi (御馳走と卒業?, Gochisō to sotsugyō) - 15. Lettera e risposta (送信と返信?, Sōshin to Henshin) - 16. Primi conteggi e risultati finali (速報と本ちゃん?, Sokuhō to Honchan) |                                         |                             |
| 2  | Trama Incontrano il loro futuro redattore Hattori, che si convince del talento dei ragazzi. Sfortunatamente il fumetto non viene accettato ma i due non si scoraggiano e creano un altro manga, "Idee e soldi sono tutto". Intanto Takagi si fidanza con Miyoshi, l'amica di Azuki, che dà loro lo pseudonimo Muto Ashirogi. Grazie ai consigli di Hattori, "Soldi e idee sono tutto" debutta su Akamaru Jump guadagnandosi il terzo posto. Mashiro e Takagi sperano nella sua serializzazione ma il progetto non va in porto, perché i due non possono competere col genio Eiji Niizuma, un mangaka loro coetaneo. Deciso a provare con opere mainstream, Mashiro getta i propri disegni nel fiume. |                                         |                             |
| 3  | Debutto e impazienza 「デビューと焦り」 - Debyū to Aseri | 4 giugno 2009 ISBN 978-4-08-874677-7    | 18 luglio 2010              |
| 3  | Capitoli - 17. Battaglie e copie (バトルと模写?, Batoru to Mosha) - 18. Rivali e amici (ライバルと友達?, Raibaru to Tomodachi) - 19. Debutto e impazienza (デビューと焦り?, Debyū to Aseri) - 20. Futuro e scale (未来と階段?, Mirai to Kaidan) - 21. Muri e baci (壁とキス?, Kabe to Kisu) - 22. Ostacolo e giovinezza (邪魔と若さ?, Jama to Wakasa) - 23. Tengu e gentilezza (天狗と親切?, Tengu to Shinsetsu) - 24. Quaderno e personaggi (ノートとキャラ?, Nōto to Kyara) - 25. Gelosia e amore (嫉妬と愛?, Shitto to Ai) |                                         |                             |
| 3  | Trama Nonostante Takagi e Mashiro riprovino più volte col mainstream, non riescono ad ottenere buoni successi e Hattori tenta di convincerli ad abbandonare l'impresa. Intanto Azuki avvisa Mashiro di aver ottenuto un ruolo da seiyū in un anime. In seguito ad alcune problematiche dovute all'attuale scarsità di idee di Takagi, Mashiro decide di fare per un breve periodo l'assistente di Niizuma, nella speranza di riuscire ad apprendere nuove tecniche. Qui fa la conoscenza di Fukuda e di Nakai, entrambi assistenti che sognano di diventare mangaka. Sia Mashiro che Takagi capiscono separatamente che la loro fortuna sarebbe disegnare un manga investigativo. Mashiro decide però di lavorare da solo se Takagi non rispetta la scadenza, ed egli teme infatti di non fare in tempo. |                                         |                             |
| 4  | Telefono e vigilia 「電話と前夜」 - Denwa to Zen'ya | 4 agosto 2009 ISBN 978-4-08-874719-4    | 26 settembre 2010           |
| 4  | Capitoli - 26. Due e uno (2人と1人?, Futari to Hitori) - 27. Strategia e inganno (策士と騙し?, Sakushi to Damashi) - 28. Collaborazione e condizioni (協力と条件?, Kyōryoku to Jōken) - 29. Letteratura e musica (文学と音楽?, Bungaku to Ongaku) - 30. Unione e rottura (団結と決裂?, Danketsu to Ketsuretsu) - 31. Martedì e venerdì (火曜と金曜?, Kayō to Kin'yō) - 32. Telefono e vigilia (電話と前夜?, Denwa to Zen'ya) - 33. "Forse" e "no" (ありとなし?, Ari to Nashi) - 34. Inseguitori e inseguiti (追う者と追われる者?, Ou Mono to Owareru Mono) |                                         |                             |
| 4  | Trama Takagi non riesce a rispettare le scadenze per il manga e Mashiro decide di iniziare a lavorare da solo. Entrambi quindi lavorano separatamente su nuovi gialli da presentare al loro editor. Hattori tenta di raggirarli e farli scrivere separatamente, facendo concentrare Mashiro sui disegni e Takagi sulla storia, in modo da non farli serializzare mentre vanno ancora a scuola. Takagi decide tuttavia di dire a Mashiro del raggiro di Hattori, facendo così in modo di tornare un duo. Hattori li fa allora lavorare sull'opera da candidare alla Gold Future Cup e contemporaneamente ai manoscritti dei capitoli, come allenamento nel caso riescano ad essere serializzati sulla rivista. Il loro manga arriva a pari merito con quello di Fukuda, superando quello della gelida Aoki e disegnato da Nakai, ed ottengono di venir serializzati. Mentre Azuki è in crisi col proprio lavoro, Hattori si dirige dal duo. |                                         |                             |
| 5  | Annuari e book fotografici 「文集と写真集」 - Bunshū to Shashinshū | 4 novembre 2009 ISBN 978-4-08-874753-8  | 21 novembre 2010            |
| 5  | Capitoli - 35. Felicità e tristezza (嬉しさと寂しさ?, Ureshisa to Sabishisa) - 36. Il silenzio e la festa (沈黙と宴?, Chinmoku to Utage) - 37. L'amministratore delegato e gli uccelli (取締役とトリ?, Torishimariyaku to Tori) - 38. La finestra e la neve (窓と雪?, Mado to Yuki) - 39. Annuari e book fotografici (文集と写真集?, Bunshū to Shashinshū) - 40. Mare e stare a galla (海と浮き沈み?, Umi to Ukishizumi) - 41. Correzioni e sopportazione (テコと我慢?, Teko to Gaman) - 42. Risate e frasi a effetto (笑いとセリフ?, Warai to Serifu) - 43. Giochi di parole e notizie (ボケとニュース?, Boke to Nyūsu) |                                         |                             |
| 5  | Trama Hattori presenta loro Miura, il nuovo editor che si occuperà della serializzazione di "Detective Trap" su Jump, dove successivamente verranno pubblicati anche Fukuda e Nakai/Aoki. Nonostante l'aiuto di 3 assistenti, Mashiro e Takagi devono far fronte ai vari problemi che comporta la serializzazione su una rivista settimanale mentre vanno ancora a scuola, soprattutto Mashiro ha sempre più problemi nel finire i disegni in tempo, arrivando addirittura a non dormire la notte. Intanto Azuki è indecisa se accettare di fare un Photo Book per aumentare la propria popolarità. Dopo averne discusso con Mashiro, decide di rifiutare la proposta e le viene poi offerto un altro doppiaggio. Quando "Trap" raggiunge la posizione del suo "Crow", Eiji afferma felice di non voler perdere contro i sensei Ashirogi. |                                         |                             |
| 6  | Eccessi e forza di volontà 「無茶と根性」 - Mucha to Konjō | 4 gennaio 2010 ISBN 978-4-08-874788-0   | 23 gennaio 2011             |
| 6  | Capitoli - 44. Riconoscenza e capovolgimento di situazione (恩返しと裏返し?, Ongaeshi to Uragaeshi) - 45. Malattia e determinazione (病気とやる気?, Byōki to Yaruki) - 46. Occhi che brillano e spirito d'unione (目力と協力?, Mejikara to Kyōryoku) - 47. Contraddizioni e motivi (矛盾と理由?, Mujun to Riyū) - 48. Vita, morte e boicottaggi (生死と静止?, Seishi to Seishi) - 49. Autosospensioni e telefonate (リコールとコール?, Rikōru to Kōru) - 50. Eccessi e forza di volontà (無茶と根性?, Mucha to Konjō) - 51. Nuovo inizio e basse posizioni in classifica (再開と下位?, Saikai to Kai) - 52. Opinione dei lettori e corsa contro il tempo (感想と疾走?, Shissō to Kansō) |                                         |                             |
| 6  | Trama Mashiro non riesce più a reggere il troppo lavoro e finisce per essere ricoverato in ospedale per alcuni mesi. La redazione decide così di sospendere "Detective Trap" fino a che i due mangaka non avranno finito la scuola. Ovviamente si oppongono a questa decisione e, con l'aiuto del Team Fukuda, riescono a ridurre la durata della sospensione. Nonostante ciò, ormai "Trap" ha perso parecchi fan e popolarità, rischiando addirittura di essere cancellato. Il caporedattore decide infatti di cancellare un'altra serie oltre a quella di Nakai. |                                         |                             |
| 7  | Comicità e serietà 「ギャグとシリアス」 - Gyagu to Shiriasu | 4 marzo 2010 ISBN 978-4-08-870015-1     | 20 marzo 2011               |
| 7  | Capitoli - 53. 18 e 40 (18と40?, Jūhachi to Yonjū) - 54. Comicità e serietà (ギャグとシリアス?, Gyagu to Shiriasu) - 55. Tre scene e tre storie (3カットと3作?, Sankatto to Sansaku) - 56. Adulti e bambini (大人と子供?, Otona to Kodomo) - 57. Giudizio e pari opportunità (フリワケと引き分け?, Furiwake to Hikiwake) - 58. Posizioni a una cifra, posizioni a due cifre (一桁と二桁?, Hitoketa to Futaketa) - 59. Esperienza e dati (経験とデータ?, Keiken to Dēta) - 60. Uomini e donne (男性と女性?, Dansei to Josei) - 61. Alleate e compagne (同盟と同級?, Dōmei to Dōkyū) |                                         |                             |
| 7  | Trama La redazione decide di cancellare "Trap" dopo il crollo della sua popolarità. Ciononostante, i due autori riprenderanno subito a lavorare per avere una nuova serie sulla rivista. Mashiro e Takagi sono in contrasto con Miura, il quale vuole assolutamente serializzare un manga comico mentre i due sono più propensi per un manga che si rifaccia maggiormente alle caratteristiche di Takagi. Dopo vari test, decidono infine di fidarsi del loro editor e di provare ad essere serializzati con un manga comico. In seguito alla cancellazione, Aoki licenzia Nakai e si prepara a scrivere uno Shōjo. Per comprendere i sentimenti dell'altro sesso, Takagi e Aoki cominciano a sentirsi, mentre Iwase (ragazza respinta da Takagi alle medie) chiede ad Aoki di farle incontrare Takagi. I due si trovano allo zoo ma Aoki porta anche Iwase. |                                         |                             |
| 8  | Mutandine e retta via 「パンチラと救世主」 - Panchira to Kyūseishu | 30 aprile 2010 ISBN 978-4-08-870037-3   | 21 maggio 2011              |
| 8  | Capitoli - 62. Il romanzo e la lettera (小説と手紙?, Shōsetsu to Tegami) - 63. Sospetto e fiducia (不信と信用?, Fushin to Shin'yō) - 64. Parola per parola e cose non dette (まんまと隠し事?, Manma to Kakushigoto) - 65. Testardaggine e sincerità (頑固と素直?, Ganko to Sunao) - 66. Scimmie e matrimonio (猿と結婚?, Saru to Kekkon) - 67. Mutandine e retta via (パンチラと救世主?, Panchira to Kyūseishu) - 68. Gabinetto e vasca da bagno (トイレとお風呂?, Toire to Ofuro) - 69. Amicizie speciali e ritorno al paese (特別な仲と田舎?, Tokubetsu na Naka to Inaka) - 70. La terza volta e il secondo manga (三度目と2本目?, Sandome to Nihonme) |                                         |                             |
| 8  | Trama Una lettera di Iwase porta alcune incomprensioni prima tra Takagi e Miyoshi e poi tra Mashiro ed Azuki. Il tutto viene risolto quando Aoki dimostra la propria innocenza e solitudine e diventa amica del gruppo. Il manga comico di Ashirogi non riesce a superare il consulto, nonostante sia stato primo su Akamaru, mentre Aoki, arrivata terza, riesce ad essere serializzata a discapito di Takahama, che viene cancellato. Nakai, assistente di Takahama, decide di abbandonare i manga e tornare al suo paese, dopo essersi scontrato col team Fukuda. Intanto Iwase decide di darsi ai manga come sceneggiatrice al solo scopo di poter competere con Takagi, riuscendo addirittura a far disegnare la propria opera da Eiji. |                                         |                             |
| 9  | Talento e orgoglio 「才能とプライド」 - Sainō to Puraido | 4 agosto 2010 ISBN 978-4-08-870088-5    | 24 luglio 2011              |
| 9  | Capitoli - 71. Talento e orgoglio (才能とプライド?, Sainō to Puraido) - 72. Lamentele e rimproveri (文句と一喝?, Monku to Ikkatsu) - 73. Destino e stelle (縁と星?, En to Hoshi) - 74. Amici ma rivali (同級生と闘争心?, Dōkyūsei to Tōsōshin) - 75. Convivenza e nuova serie (新居と新連載?, Shinkyo to Shinrensai) - 76. Gag fissa e dichiarazione (決めギャグとメッセージ?, Kime Gyagu to Messēji) - 77. Amore e disapprovazione (大好きよ否定?, Daisuki to hitei) - 78. Smettere o non smettere (やめるとやめない?, Yameru to yamenai) - 79. Capricci e consigli (わがままとアドバイス?, Wagamama to adobaisu) |                                         |                             |
| 9  | Trama Iwase e Ashirogi riescono a far serializzare i loro manga, rispettivamente "Natural" e "Tanto". Così, Takagi e Miyoshi si sposano. Il divario tra le due serie è però enorme: mentre la prima è stabile in Top5, la seconda si assesta sotto al 10º posto nei sondaggi. Dopo essere stati spronati da Niizuma e Hattori, gli Ashirogi decidono di abbandonare "Tanto" per dedicarsi a qualcosa che possa confrontarsi con le opere di Eiji. Miura chiede dunque consigli ad Hattori, il quale si offre di aiutarli. |                                         |                             |
| 10 | Espressività e immaginazione 「表現力と想像力」 - Hyōgenryoku to Sōzōryoku | 4 ottobre 2010 ISBN 978-4-08-870114-1   | 24 settembre 2011           |
| 10 | Capitoli - 80. Aspetto e saluti (見ためと挨拶?, Mitame to aisatsu) - 81. Avventura e assillo (冒険と口説き?, Bōken to Kudoki) - 82. Suggerimento e il meglio (ヒントとベスト?, Hinto to Besuto) - 83. Spie e strategia (スパイと次回?, Supai to Jikai) - 84. Vestito e sorpresa (ワンピースとサプライズ?, Wanpīsu to Sapuraizu) - 85. Il crimine perfetto e il primo ostacolo (完全犯罪と第一関門?, Kanzen Hanzai to Daiichi Kanmon) - 86. Vincere e perdere (勝ちと負け?, Kachi to Make) - 87. Torta e rivali (ケーキと強敵?, Kēki to kyōteki) - 88. Espressività e immaginazione (表現力と想像力?, Hyōgenryoku to Sōzōryoku) |                                         |                             |
| 10 | Trama Mashiro e Takagi hanno solo 6 mesi per far serializzare un'opera che possa competere con quelle di Eiji. Hattori fa loro capire che devono aggiungere una comicità seria. Riescono così a creare un nuovo manga: "Il club del crimine perfetto". Questo verrà serializzato alla condizione di poter superare i manga di Eiji nei primi 25 capitoli, pena la cancellazione. Hattori torna ad essere il loro editor, mentre a Miura viene affidato "Natural". Respinta sia da Takagi che da Hattori, Iwase giura di non innamorarsi più e di diventare la sceneggiatrice più famosa del mondo. |                                         |                             |
| 11 | Titolo e character design 「タイトルとキャラデザ」 - Taitoru to Kyaradeza | 29 dicembre 2010 ISBN 978-4-08-870164-6 | 19 novembre 2011            |
| 11 | Capitoli - 89. Titolo e character design (タイトルとキャラデザ?, Taitoru to Kyaradeza) - 90. Arte e merce (芸術と商品?, Geijutsu to Shōhin) - 91. Sondaggi e tabelle (票と表?, Hyō to hyō) - 92. Testardaggine e decisione (意地と決断?, Iji to ketsudan) - 93. Chuo e Saikyo (中央と最強?, Chūō to saikyō) - 94. Tè e chiaroscuro (お茶と明暗?, Ocha to meian) - 95. Serate e unione (毎晩と合体?, Maiban to gattai) - 96. Quarto posto e serie (位票とシリーズ?, Ihyō to shirīzu) - 97. Ultima scena e codice Segreto (ラストと暗号?, Rasuto to angō) |                                         |                             |
| 11 | Trama L'inizio di "PCP" (Perfect Crime Party) ottiene una vittoria schiacciante e continua arrivando a stretto contatto con "Natural", grazie ai miglioramenti di Mashiro. Eiji risponde migliorando i disegni di "Crow", il cui personaggio viene inserito anche in "Natural" su richiesta di Iwase. Sapendo però che rimane poco tempo per batterli, gli Ashirogi decidono di creare una saga di 5 capitoli che possa superarli. |                                         |                             |
| 12 | Pittori e mangaka 「画家と漫画家」 - Gaka to Mangaka | 4 marzo 2011 ISBN 978-4-08-870191-2     | 21 gennaio 2012             |
| 12 | Capitoli - 98. Strette di mano e ritocchi (握手と手直し?, Akushu to tenaoshi) - 99. Lacrime di umiliazione e lacrime di felicità (悔し涙と嬉し涙?, Kuyashinamida to Ureshinamida) - 100. Tranquillità e trappola (余裕と落とし穴?, Yoyū to Otoshiana) - 101. Lamentele e parabola discendente (苦情と上昇思考?, Kujō to jōshōshikō) - 102. Pittori e manga (画家と漫画家?, Gaka to Mangaka) - 103. Scelte inutili e sfide ((無駄と挑戦?, Muda to chōsen) - 104. Step e watch (ステップとウォッチ?, Suteppu to uocchi) - 105. Merce fallata e schizzi (不良品とアタリ?, Furyōhin to atari) - 106. Partita e festa (試合と祭?, Shiai to matsuri) |                                         |                             |
| 12 | Trama "PCP" supera "Natural" e per un soffio non raggiunge "Crow", assicurando la continuazione del manga che però non diverrà un anime. Intanto Shiratori, uno degli assistenti di Mashiro, ha ideato un name, poi corretto da Takagi, da presentare ad Hattori. L'editore propone a Shiratori e Takagi di provare a farne una serie. Inoltre, i membri del Team Fukuda decidono di partecipare alla Super Leaders Festa dove presentare un altro manga. |                                         |                             |
| 13 | Lettori affezionati e amore a prima vista 「愛読者と一目惚れ」 - Aidokusha to Hitomebore | 3 giugno 2011 ISBN 978-4-08-870236-0    | 24 marzo 2012               |
| 13 | Capitoli - 107. Cose per cui siamo portati e cose che piacciono (合ってるものと好きなもの?, Atterumono to sukinamono) - 108. Lettori affezionati e amore a prima vista (愛読者と一目惚れ?, Aidokusha to hitomebore) - 109. Romeo e un anno intero (ロミオと一周年?, Romio to ichi-shūnen) - 110. Insieme e ognuno per conto suo (一緒に分離?, Issho ni bunri) - 111. Intromissioni e fiducia (干渉と自信?, Kanshō to jishin) - 112. Pugni e indipendenza (パンチと特殊な状況?, Panchi to tokushuna jōkyō) - 113. Punti deboli e prudenza (弱点と献身?, Jakuten to kenshin) - 114. Amore e cavalcavia (愛のパスと歩道橋?, Ai no pasu to hodōkyō) - 115. Foto ricordo e aula (記念写真撮影教室?, Kinen shashin satsuei kyōshitsu) |                                         |                             |
| 13 | Trama Takagi inizia a lavorare ai name per "Loveta" ma questo crea alcuni attriti tra lui e Mashiro finché lo sceneggiatore non decide di andare da Shiratori per insegnargli a scrivere il manga da solo. Intanto l'evento viene ribattezzato Super Leaders Love Festa poiché tutti gli autori presenteranno un manga romantico. Gli Ashirogi non ottengono però buoni risultati e la sfida viene vinta da Aoki. Nonostante ciò non si arrendono, consci che prima o poi disegneranno una serie capace di ottenere un anime. I due sono così scelti come giudici per una gara di esordienti, uno dei quali ha presentato ciò che voleva fare Takagi: un manga di combattimento psicologico di nicchia. |                                         |                             |
| 14 | Guerra psicologica e principi morali 「心理戦と決め台詞」 - Shinrisen to Kimeserifu | 4 agosto 2011 ISBN 978-4-08-870273-5    | 19 maggio 2012              |
| 14 | Capitoli - 116. Senso e valutazione (目標と評価?, Mokuhyō to hyōka) - 117. Fan letter e blog (ファンレターやブログ?, Fanretā ya burogu) - 118. Verità e apparenza (逆に前進?, Gyaku ni zenshin) - 119. Presunzione e pubblicità (過信やパブリシティー?, Kashin ya paburishitī) - 120. Internet e metterci la faccia (インターネットと顔?, Intānetto to kao) - 121. Sicurezza e determinazione (自信と解像度?, Jishin to kaizōdo) - 122. Guerra psicologica e principi morali (心理戦とキャッチフレーズ?, Shinri-sen to kyatchifurēzu) - 123. Pizza e tè (ピザとお茶?, Piza to Ocha) - 124. Considerazioni e provocazioni (検査と挑発?, Kensa to chōhatsu) |                                         |                             |
| 14 | Trama L'opera di Nanamine, un vecchio fan degli Ashirogi, ottiene grande successo ma viene considerata troppo dura per "Jump". Nanamine, all'apparenza gentile ed educato, è in realtà un calcolatore. I suoi manga sono infatti frutto della collaborazione con altre persone su internet. Ciò fa arrabbiare gli Ashirogi, che gli promettono di distruggere con "PCP" la sua serie. Nonostante Nakai come assistente, la serie di Nanamine perde subito popolarità a causa della troppa somiglianza con "PCP" e del caos coi suoi collaboratori. Egli propone dunque agli Ashirogi di sfidarsi con la stessa storia, ottenendo però un rifiuto che lo manda in crisi. |                                         |                             |
| 15 | Sostegno e sentimenti 「励みと想い」 - Hagemi to Omoi | 4 ottobre 2011 ISBN 978-4-08-870294-0   | 22 luglio 2012              |
| 15 | Capitoli - 125. Preoccupazione e capovolgimenti (焦りと復帰?, Aseri to fukki) - 126. Analisi e risultati (分析と結果?, Bunseki to Kekka) - 127. Passione e sconfitta (熱血と完敗?, Nekketsu to Kanpai) - 128. Ritratti e scherzi (似顔絵とひやかし?, Nigaoe to Hiyakashi) - 129. Gioventù e vecchiaia (青年と運命?, Seinen to unmei) - 130. Febbre e cenere (発熱と灰?, Hatsunetsu to hai) - 131. Imitazione e meccanismi inconsci (オウムと潜在意識?, Oumu to senzai ishiki) - 132. Verticale e ripresa (垂直および再編成?, Suichoku oyobi sai hensei) - 133. Sostegno e sentimenti (励ましや感情?, Hagemashi ya kanjou) |                                         |                             |
| 15 | Trama Nanamine impazzisce e vuole rubare i name di "PCP" per batterli. Su richiesta del suo editor, gli Ashirogi accettano la sfida per mostrargli l'abisso tra le due storie. Nanamine perde clamorosamente e, tradito sia dai collaboratori che da Nakai, dice agli Ashirogi che li batterà con un altro metodo, visto che il suo manga viene cancellato. Nakai, dopo essersi rovinato di nuovo, diventa assistente di Hiramaru. Tuttavia, dei malviventi penetrano in una banca in stile "PCP" e Takagi entra inconsciamente in crisi facendo crollare il suo manga. I due decidono dunque di creare una storia in cui un emulatore del "PCP" viene catturato. "PCP" sale così al terzo posto e Takagi si riprende del tutto. |                                         |                             |
| 16 | Esordienti e veterani 「新人とベテラン」 - Shinjin to beteran | 4 gennaio 2012 ISBN 978-4-08-870316-9   | 22 settembre 2012           |
| 16 | Capitoli - 134. Correre da solo e procedere a passo lento (一人でゆっくりと実行?, Ichi nin de yukkuri to jikkou) - 135. Serie e interferenze (シーケンスと干渉?, Ishīkensu to kanshou) - 136. Potenzialità e strategie di opposizione (拡張子とその対策?, Kakuchou ko to sono taisaku) - 137. Pagine a colori a inizio volume e a centro volume (色と色中心のページのオープニングページ?, Iro to iro chuushin no pēji no ōpuningu pēji) - 138. Fascino e idee (エネルギーとアイデア?, Enerugī to aidea) - 139. Ultimi capitoli e commenti (最後の章とコメント?, Saigo no akira to komento) - 140. Limite e fenice (限界とフェニックス?, Genkai to fenikkusu) - 141. Età e risultati (想像力と移動している?, Souzou ryoku to idou shi te iru) - 142. Esordienti e veterani (新人とベテラン?, Shinjin to beteran) |                                         |                             |
| 16 | Trama Con "Crow", Eiji riesce finalmente a classificarsi primo su "Jump". Mantenuto il primo posto per cinque settimane consecutive, richiede il diritto di cancellare un manga avvalendosi del patto che aveva stretto col caporedattore anni prima. Il Team Fukuda va da Niizuma per chiedergli quale manga verrà cancellato e, a sorpresa, sarà proprio "Crow" a terminare se riuscirà a rimanere primo per altre quindici settimane. Tutto il Team Fukuda cerca di competere con lui ma senza successo. Infatti Niizuma si classifica sempre primo, terminando il manga. Intanto, come orchestrato da Nanamine, alcuni autori anziani portano valide opere a "Jump". |                                         |                             |
| 17 | Giocarsi il tutto per tutto e capitoli autoconclusivi 「一発勝負と一話完結」 - Ippatsu Shōbu to Ichiwa Kanketsu | 2 marzo 2012 ISBN 978-4-08-870389-3     | 17 novembre 2012            |
| 17 | Capitoli - 143. Soldi e riciclo (資金洗浄?, Shikin senjou) - 144. Denaro e vittoria sicura (企業との勝利のために絶望的計画?, Kigyou to no shouri no tame ni zetsubou teki keikaku) - 145. Offerta e sospensione (オファーおよび懸濁液?, Ofā oyobi kaka nigo eki) - 146. Comincia la partita e rabbia (本当のチャレンジと欲望?, Hontou no charenji to yokubou) - 147. Usa e getta e combattività (使い捨てと闘志?, Tsukaisute to toushi) - 148. Giocarsi il tutto per tutto e capitoli autoconclusivi (ワンショットワンショットでの戦いと歴史?, Izure ka de tatakai ga kyuushuu shi , rekishi shotto o gen) - 149. Sapore e soggetto (石鹸とユニークなテーマ?, Sekken to yunīku na tēma) - 150. Egoismo e preferenze (利己主義と特権?, Riko shugi to tokken) - 151. Zombie e demoni (ゾンビと悪魔?, Zonbi to akuma) |                                         |                             |
| 17 | Trama Nanamine ha creato una società in cui si progettano manga ed ha spinto i veterani a presentare delle opere a "Jump", con l'aiuto della società che forniva loro i name. Stavolta però la redazione della rivista si oppone alla serializzazione delle opere di Nanamine, il quale, grazie al Team Fukuda che è ansioso di misurarsi con lui, ottiene un accordo col caporedattore: se non si classifica nei primi 3 posti con un one-shot non potrà mai più scrivere per Jump. Convinto di vincere, Nanamine presenta la sua storia ma viene battuto da Takahama, Ashirogi e, a sorpresa, da Azuma, uno dei veterani di cui si è servito per testare l'affidabilità della società ed ex assistente di Taro Kawaguchi. Mentre Eiji si concentra su un manga che lo faccia diventare il primo al mondo, Mashiro e Takagi pensano alla nuova opera con cui batterlo: un manga di combattimento mainstream alla Muto Ashirogi. |                                         |                             |
| 18 | Tranquillità e massacro 「余裕と修羅場」 - Yoyū to Shuraba | 2 maggio 2012 ISBN 978-4-08-870420-3    | 9 febbraio 2013             |
| 18 | Capitoli - 152. Effetto sinergico e nuovo record (相乗効果と新記録?, Soujou kouka to shin kiroku) - 153. Il mondo e l'avversario (世界と彼の対戦相手?, Sekai to kare no taisen aite) - 154. Pubblicazione settimanale e mensile (週単位および月単位?, Shuu tani oyobi tsuki tani) - 155. Lo studio e il quaderno (研究およびノートブック?, Ikenkyuu oyobi nōtobukku) - 156. Tranquillità e massacro (順風満帆と大混乱?, Junpuu man ho to dai konran) - 157. Antagonisti e cambio (拮抗薬とスイッチング?, Kikkou yaku to suicchingu) - 158. Anni e anni e un attimo (冗長と一つに一挙に?, Jouchou to hitotsu ni ikkyo ni) - 159. Tempo e ruota panoramica (リズムと観覧車?, Rizumu to kanran sha) - 160. Voglia di fare e novecentomila (全力を出す、と90万する?, Zenryoku o dasu , to 90 man suru) |                                         |                             |
| 18 | Trama Ashirogi e Niizuma presentano un manga ciascuno alla redazione di "Jump", recentemente modificata per l'apertura della nuova rivista "Hissho Jump" (dove viene spostato "PCP"). La sfida si apre con i one-shot delle storie e vede gli Ashirogi vincitori. I due manga vengono entrambi serializzati sulla rivista settimanale, aprendo ufficialmente lo scontro tra "Reversi" di Ashirogi e "Zombie★Gun" di Niizuma. Intanto Hiramaru, dopo la fine della serie di Aoki, le chiede un appuntamento in cui riesce finalmente a farle una proposta di matrimonio. All'uscita del primo volume, nonostante "Reversi" sia avanti nei sondaggi, "Zombie★Gun" lo supera di netto vendendo 900 000 copie. |                                         |                             |
| 19 | Decisioni e Gioia 「決定と歓喜」 - Kettei to Kanki | 4 giugno 2012 ISBN 978-4-08-870461-6    | 6 aprile 2013               |
| 19 | Capitoli - 161. Pausa e party (呼吸と式典?, Kokyuu to shikiten) - 162. Terme e scelte (スパ、2泊?, Supa , 2 haku) - 163. Conferma di volontà e consenso (確認と承諾?, Kakunin to shoudaku) - 164. Decisioni e gioia (意思決定と喜び?, Ishi kettei to yorokobi) - 165. Esercizio e ricarica di energia (電池を練習し、充電?, Denchi o renshuu shi, juuden) - 166. Pettegolezzi e articoli (うわさと記事?, Uwasa to kiji) - 167. Pettegolezzi insulsi e parole (と無意味語?, To muimi go) - 168. Rettifiche e dichiarazioni (補正と宣言?, Hosei to sengen) |                                         |                             |
| 19 | Trama I volumi di Eiji mantengono il distacco grazie alla precedente popolarità di "Crow". Nel frattempo i superiori decidono finalmente di iniziare la produzione per l'anime di "Reversi", scatenando la gioia del duo. Tuttavia si sparge in internet la voce che Azuki ha una relazione con uno dei due membri di Ashirogi Muto e si scatenano le accuse di favoritismo. Per ottenere comunque il ruolo, la doppiatrice, in diretta per negare il tutto, ammette invece pubblicamente la sua relazione con Mashiro e la loro promessa di sposarsi una volta realizzato il sogno di doppiare l'eroina del suo manga. |                                         |                             |
| 20 | Sogni e realtà 「夢と現実」 - Yume to Genjitsu | 4 luglio 2012 ISBN 978-4-08-870466-1    | 8 giugno 2013               |
| 20 | Capitoli - 169. Voce ed eco (エントリとその回答?, Entori to sono kaitou) - 170. Risonanza e popolarità (有名人や人気?, Yuumeijin ya ninki) - 171. Microfono e copione (マイクとスクリプト?, Maiku to sukuriputo) - 172. Miho e Naho (美穂と菜穂?, Miho to Nao) - 173. Attimo e ultimo volume (時間と最終的なボリューム?, Jikan to saishuu teki na boryūmu) - 174. Modo di vivere e modo di finire (それは行く必要があり、それが終了する方法として?, Sore ha iku hitsuyou ga ari , sore ga shuuryou suru houhou toshite,) - 175. Giorno di uscita e vigilia (前に大きな昼と夜?, Mae ni ookina hiru to yoru) - 176. Sogni e realtà (夢と現実：10年後?, Yume to genjitsu : 10 nen go) |                                         |                             |
| 20 | Trama Durante la diretta piovono critiche contro Azuki ma Mashiro le telefona per incoraggiarla, sbalordendo tutti gli ascoltatori. Il direttore dell'anime di "Reversi" propone dunque un'audizione pubblica per le doppiatrici e Mashiro accetta: in questo modo non si sarebbe potuto affermare che Azuki abbia ricevuto il ruolo solo perché fidanzata con l'autore del manga. Azuki supera brillantemente le audizioni, diventando ufficialmente la doppiatrice di Naho. Intanto gli Ashirogi decidono di far finire "Reversi" per non farlo scendere di qualità. Il duo riesce a terminare "Reversi" in modo magistrale: il manga si classifica sempre primo nei sondaggi e supera l'opera di Niizuma nelle vendite dei volumi. Ormai il sogno di Mashiro e Azuki è diventato realtà: andato a prenderla, il mangaka riesce finalmente a farle la proposta di matrimonio. |                                         |                             |